# 여석기
여석기(呂石基, 1922년 3월 6일~2014년 6월 12일)는 대한민국의 연극 평론가 및 영문학자이자 대학 교수였었다.

## 생애
여석기는 1922년 일제강점기 경상북도 김천에서 출생하였다. 본관은 성주(星州)인데, 1941년부터 1년 후 1942년까지 경북성주경산국민학교 교원·1942년부터 이듬해 1943년까지 경남함양위성국민학교 교원 등으로 어언 2년간 있다가, 1943년 일제 시대의 교원직을 사퇴로써 그만두고, 1944년 일본 도쿄 대학교 영어영문학과에 입학하였지만 같은 해(1944년 9월)에 동교의 영문과 1학년 1학기를 중퇴하였으며, 1944년 10월, 귀국 후 고향에서 잠시 농업에 전념코 있다가, 1945년 8·15(광복)를 맞이한 이듬해, 1946년 입학한 서울대학교 영어영문학과에서, 1950년 학사 학위를 취득하였다. 1956년에는 미국 미주리 주립대학교 대학원 영어영문학과에 입학하여 1958년에 문학 석사 학위를 취득하고 귀국하였다. 1970년에 《연극 평론》을 발행하여 평론 부재의 연극 풍토에 활기를 불어넣었다. 주로 서구 및 구미 현대극이 한국 신극에 미친 영향에 관한 연구를 하였다. 젊은 연극인을 육성하는데 힘을 기울였고 부진한 영화의 재건에도 힘썼다.
저서로는 《20세기 문학론》, 《희곡론》, 《현대 영문학사》, 《현대연극》, 《한국 연극의 현실》를 포함한 역서, 논문 등이 다수 있다. 국민 훈장 모란장과 동랑 연극상을 수상했다.